# سفارة بولندا في السعودية
سفارة بولندا في السعودية هي أرفع تمثيل دبلوماسي لدولة بولندا لدى السعودية. تقع السفارة في وهي تهدف لتعزيز المصالح البولندية في السعودية.

## وصلات خارجية
- الموقع الرسمي
- قائمة سفارات بولندا
- قائمة السفارات في السعودية